# Chewing Gum (chanson)
Singles de AAA
"Q"
(2006) Black and White
(2006)
Chewing Gum est le 11esingle du groupe AAA sorti sous le label Avex Trax le 15 novembre 2006 au Japon. Il atteint la 7e place du classement de l'Oricon. Il se vend à 10 915 exemplaires la première semaine et reste classé 4 semaines, pour un total de 14 571 exemplaires vendus.
Chewing Gum est chanté seulement par Takahiro Nishijima et Naoya Urata. La chanson principale est présente sur la compilation Attack All Around, sur l'album remix AAA Remix ~non-stop all singles~, ainsi que sur l'album All.

## Liste des titres
| 1. | Chewing Gum (チューインガム)                | Ataru Nakamura | Ataru Nakamura | 5:11 |
| 2. | Bokura no Te (Live version) (ボクラノテ)    | Takumi Ishida  | Takumi Ishida  | 4:46 |
| 3. | Chewing Gum (instrumental) (チューインガム) | Ataru Nakamura | Ataru Nakamura | 5:08 |

| 1. | Chewing Gum (チューインガム) |  |